# Olga Zarúbina
Olga Vladímirovna Zarúbina (Ольга Владимировна Зарубина en ruso) (29 de agosto de 1958 en Moscú, RSFS de Rusia) es una cantante y actriz rusa.

## Biografía
Estuvo casada en tres ocasiones: en 1983 se casó con Aleksandr Malinin con quien tuvo una hija: Keira Malinina y se divorció en 1985, en 1991 contrajo matrimonio con Vladimir Evdokimov hasta 2008 cuando este falleció de cáncer estomacal, desde 2010 está casada con Andrei Salov.
En la actualidad reside en Seattle desde 1992 donde trabaja.

## Discografía
- Kukla (1985)
- Ozhdaniye (1992)
- Durman lyubvi (1996)
- Zvyodzdy sovetskoi estrady. Khity 80-90-j (2009)
- Ne sluchaino (2012)